# Línea C-1 (Cercanías Zaragoza)
La línea C-1 de Cercanías Zaragoza es una línea de tren de cercanías explotada por Renfe Cercanías, una división de la empresa pública Renfe Operadora, que da servicio a la Ciudad de Zaragoza y a su área metropolitana, uniendo, de oeste a este, la Comarca Central Aragonesa con Zaragoza. Conecta entre sí las localidades de Casetas, Utebo y la propia capital aragonesa. En su recorrido atraviesa seis estaciones, incluyendo la estación principal de Zaragoza, la de Zaragoza—Delicias.
La línea fue inaugurada el 11 de junio de 2008 entre las estaciones de Casetas y Miraflores, con la previsión de ampliarla posteriormente hasta, por un lado, la estación de Pedrola y, por el otro lado, hasta la estación de La Cartuja. No obstante, a día de hoy no se ha concretado ninguna actuación, quedando como la única línea de la red en Zaragoza.

## Historia

### Cronología
- 11 de junio de 2008: se inaugura la línea C−1 entre Casetas y Zaragoza—Miraflores[3]
- 3 de abril de 2012: entra en servicio la estación de Zaragoza—Goya, entre las de Zaragoza—El Portillo y Zaragoza—Miraflores

### Creación del núcleo de cercanías
La red de cercanías de Zaragoza es un proyecto de la Diputación Provincial de Zaragoza y el Gobierno de Aragón que pretende dotar a la Ciudad de Zaragoza de una red de cercanías Renfe para asegurar el transporte ferroviario del área metropolitana.
El 11 de junio de 2008, tres días antes de la Exposición Internacional de Zaragoza 2008, se inauguró provisionalmente la línea C−1 entre de Casetas y Miraflores.

## Infraestructura
La línea toma la línea ferroviaria 700 de Adif de Casetas a Bilbao—Abando Indalecio Prieto, entre la estación de Casetas y la bifurcación de Utebo. Después, se incorpora a la línea ferroviaria 200 de Adif de Madrid—Atocha-Cercanías a Barcelona—Estación de Francia para continuar hasta la estación de Zaragoza—Miraflores, donde termina su recorrido.

## Estaciones
|  |  |   |  |  | Estación        | Municipio       | Correspondencia                                 |  |
|  |  | - |  |  | --------------- | --------------- | ----------------------------------------------- |  |
|  |  |   |  |  | Pedrola         | Pedrola         | 22 26                                           |  |
|  |  |   |  |  | Cabañas de Ebro | Cabañas de Ebro | 22 26                                           |  |
|  |  |   |  |  | Alagón          | Alagón          | 22 26                                           |  |
|  |  |   |  |  | La Joyosa       | La Joyosa       | 610                                             |  |
|  |  | ■ |  |  | Casetas         | Zaragoza        | 603 22 26 38 55                                 |  |
|  |  | ■ |  |  | Utebo           | Utebo           | 602 22 26 38 55                                 |  |
|  |  | ■ |  |  | Delicias        | Zaragoza        | 34 51 Ci1 Ci2 501 22 26 34 38 49 55 56          |  |
|  |  | ■ |  |  | El Portillo     | Zaragoza        | 21 23 31 32 33 34 36 51 52 22 26 34 38 49 55 56 |  |
|  |  | ■ |  |  | Goya            | Zaragoza        | 31 22 26 34 38 49 55 56                         |  |
|  |  |   |  |  | Tenor Fleta     | Zaragoza        | 23 24 39 40                                     |  |
|  |  | ■ |  |  | Miraflores      | Zaragoza        | 44 22 26 34 38 49 55 56                         |  |
|  |  |   |  |  | La Cartuja      | Zaragoza        | 25                                              |  |

## Explotación
La línea C−1 es completamente explotada por Renfe Operadora, en infraestructuras propiedad de Adif. 

### Horario
Los horarios de funcionamiento de los trenes de la línea C−1 varían según franjas horarias. Dependiendo de eso, la frecuencia de paso por sentido es de 30 o 60 minutos. No obstante, desde la apertura de la estación Zaragoza—Goya, los trenes regionales se han incorporado a la oferta de la red de cercanías, lo que permite que, con el billete de cercanías, el viajero se pueda montar en uno de estos trenes siempre que sea dentro del recorrido de la línea C−1, lo que mejora las frecuencias.
El primer tren sale a las 06:10 desde la estación de Zaragoza—Delicias hacia la de Zaragoza—Miraflores y el último opera entre las estaciones de Zaragoza—Miraflores y Zaragoza—Delicias, desde las 22:49 hasta las 23:00, respectivamente.
Aquí aparece una tabla detallada con los horarios:
| C−1 sentido Casetas  | C−1 sentido Casetas | C−1 sentido Miraflores | C−1 sentido Miraflores |
| Salida de Miraflores | Llegada a Casetas   | Salida de Casetas      | Llegada a Miraflores   |
| -------------------- | ------------------- | ---------------------- | ---------------------- |
| 06:10                | 06:36               |                        |                        |
| 06:57                | 07:21               | 06:10*                 | 06:21                  |
| 07:30                | 07:52               | 07:03                  | 07:25                  |
| 08:31                | 08:52               | 08:01                  | 08:25                  |
| 08:42                | 09:09               | 09:03                  | 09:27                  |
| 09:41                | 10:02               | 09:45                  | 10:05                  |
| 10:39                | 11:01               | 10:10                  | 10:32                  |
| 11:41                | 12:01               | 11:12                  | 11:19                  |
| 12:39                | 13:01               | 12:08                  | 12:29                  |
| 13:00                | 13:19               | 13:10                  | 13:32                  |
| 14:18                | 14:45               | 14:07                  | 14:29                  |
| 14:39                | 15:01               | 15:10                  | 15:32                  |
| 15:41                | 16:05               | 16:01                  | 16:20                  |
| 16:09                | 16:31               | 16:12                  | 16:34                  |
| 16:47                | 17:09               | 17:19                  | 17:43                  |
| 17:32                | 17:52               | 18:15                  | 18:37                  |
| 18:42                | 19:04               | 18:40                  | 19:00                  |
| 19:12                | 19:34               | 19:09                  | 19:31                  |
| 20:25                | 20:45               | 20:22                  | 20:46                  |
| 21:00                | 21:19               | 21:12                  | 21:34                  |
| 22:02                | 22:24               | 22:23                  | 22:44                  |
| 22:49                | 23:00*              |                        |                        |

Los servicios marcados con un * representan, en el caso de las 06:10, que la salida es desde Delicias y, en el de las 23:00, que el final del servicio es en Delicias.

### Información al viajero
Todos los trenes cuentan con indicaciones por megafonía y paneles luminosos o pantallas de las estaciones por las que va pasando el tren. Estos paneles luminosos o pantallas también informan de la hora y la temperatura exterior. También disponen de avisos acústicos y luminosos de aviso de cierre de puertas.
En todas las estaciones se pueden encontrar pantallas y/o paneles informativos sobre los trenes que efectúan parada, además se realizan avisos por megafonía a la llegada de los trenes.

## Futuro
Dentro del plan de desarrollo de la red de cercanías en Zaragoza, está previsto que, en un futuro a corto plazo, la línea se amplíe una estación, entre Zaragoza—Miraflores y La Cartuja.
En un futuro más lejano, y siguiendo ese mismo plan, se prevé ampliar la línea 5 estaciones más al oeste, hasta la de Pedrola.